# Régime sattvique
 (septembre 2024).
 (septembre 2024).
- Si vous ne connaissez pas le sujet, laissez ce bandeau (vous pouvez alors contacter les auteurs).
- Si vous supprimez le contenu mis en cause (vous pouvez préalablement contacter les auteurs),

argumentez précisément cette suppression dans la page de discussion
(un manque de référence n'est pas un argument ; une recherche réelle de référence doit avoir été effectuée, être formellement documentée).
 (septembre 2024).

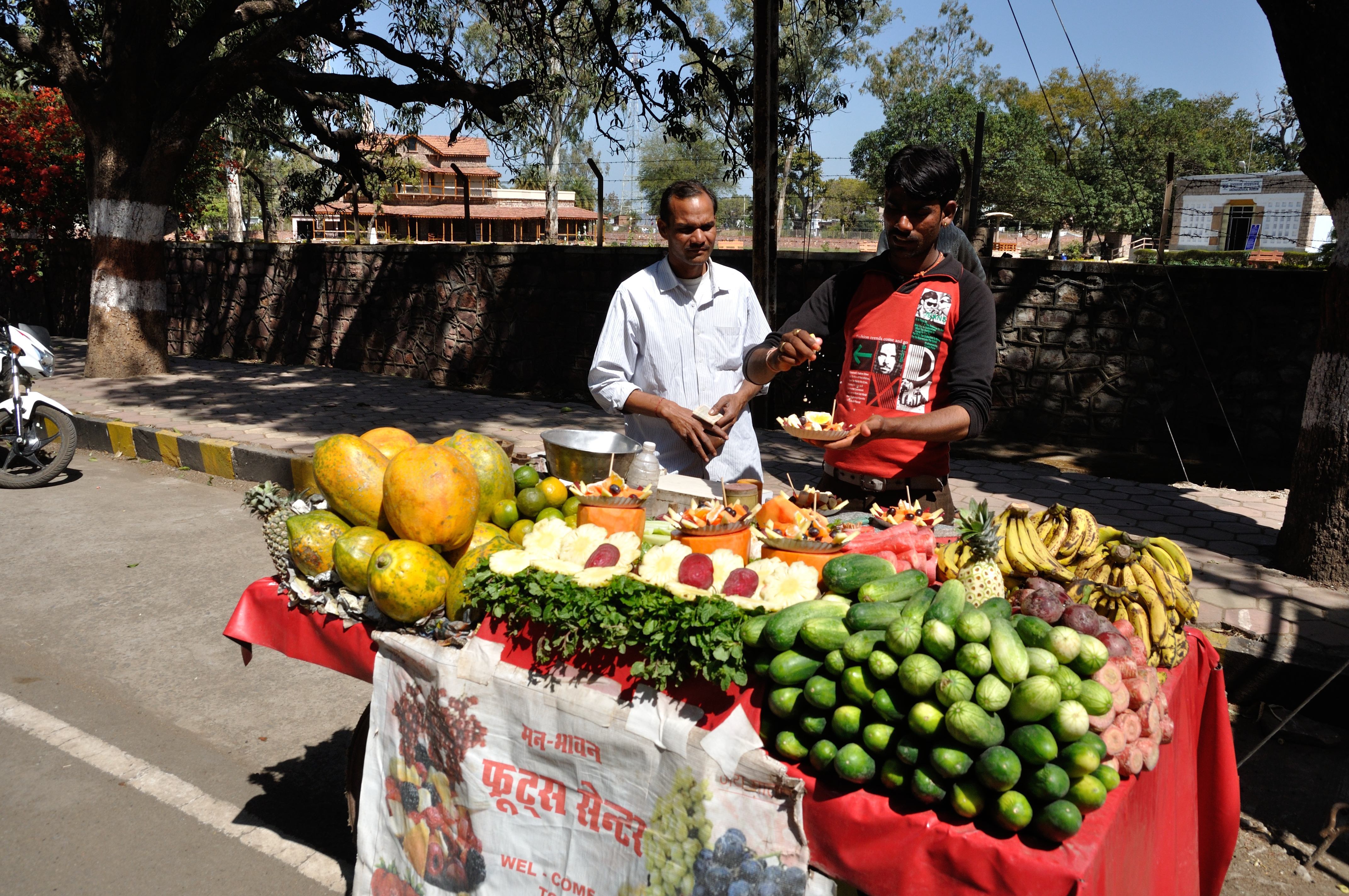
Le régime sattvique est centré sur la consommation de fruits, légumes, légumineuses, noix et graines non transformées (ici, un marchand de fruits frais sur un marché dans le Madhya Pradesh, 2013).

Le régime sattvique est un régime basé sur des aliments qui contiennent l'une des trois qualités yogiques (guna) connue sous le nom de sattva. Dans ce système de classification alimentaire, les aliments qui diminuent l'énergie du corps sont considérés comme tamasiques, tandis que ceux qui augmentent l'énergie du corps sont considérés comme rajasiques . Un régime sattvique est parfois appelé régime yogique dans la littérature moderne.
Le régime sattvique respecte les qualités de sattva, parmi lesquelles on trouve les notions de « pur, essentiel, naturel, vital, énergétique, propre, conscient, vrai, honnête, sage »,. Un régime sattvique respecte aussi Ahimsa, le principe de ne pas nuire aux autres êtres vivants. C'est l'une des raisons pour lesquelles les yogis suivent souvent un régime végétarien.
Un régime sattvique est un régime qui met l'accent sur les aliments de saison, les fruits si l'on n'a pas de problèmes de sucre, les noix, les graines, les huiles, les légumes mûrs, les légumineuses, les grains entiers et les protéines autres que la viande. Les produits laitiers sont recommandés lorsque la vache est nourrie et traitée de manière appropriée.
Dans la littérature yogique de l'époque antique et médiévale, le concept discuté est Mitahara, qui signifie littéralement « modération dans l'alimentation »,. Le régime sattvique est un type de traitement recommandé dans la littérature ayurvédique.

## Étymologie
L'adjectif sattvique est dérivé du mot sanskrit sattva (सत्त्व). Sattva est un concept complexe de la philosophie indienne, utilisé dans de nombreux contextes, qualifiant ce qui est « pur, essentiel, naturel, vital, énergétique, propre, conscient, fort, courageux, vrai, honnête, sage, rudiment de vie »[réf. à confirmer].
Sattva est l'une des trois gunas (qualité, particularité, tendance, attribut, propriété). Les deux autres qualités sont considérées comme rajas (agité, passionné, émouvant, émotif, tendance) et tamas (sombre, destructeur, gâté, ignorant, périmé, inerte, pas mûr, contre nature, faible, impur). Le concept qui contraste avec et s'oppose à sattva est Tamas,.
Le régime sattvique doit donc inclure des aliments et des habitudes alimentaires « purs, essentiels, naturels, vitaux, énergétiques, propres, conscients, vrais, honnêtes, sages »,,.

## Littérature antique
Manger de la nourriture sattvique et manger avec modération a été souligné dans toute la littérature ancienne. Par exemple, le poète-philosophe tamoul Valluvar insiste sur ce régime dans le 95e chapitre de son ouvrage, le Tirukkural. Il écrit : « Assurés de la digestion et vraiment affamés, mangez avec soin des aliments sains » (verset 944) et « Une nourriture saine (sattvique) avec modération assure l'absence de douleur » (verset 945),.
Le yoga comprend des recommandations sur les habitudes alimentaires. Śāṇḍilya Upanishad  et Svātmārāma, un yogi indien du XVe siècle de notre ère,,, déclarent que Mitahara (manger avec modération) est une part importante de la pratique du yoga. C'est l'un des Yamas (autolimitation vertueuse) :verset 1.58–63, pages 19–21. Ces textes, tout en argumentant du régime yogique, ne font cependant aucune mention du régime sattvique.
Dans le contexte du régime yogique, la vertu de Mitahara est celle où le yogi est conscient de la quantité et de la qualité des aliments et des boissons qu'il consomme, n'en prend ni trop ni trop peu, et l'adapte à son état de santé et à ses besoins,.
L'application des concepts sattva et tamas à la nourriture est une extension ultérieure et relativement nouvelle de la vertu Mitahara dans la littérature du Yoga. Les versets 1.57 à 1.63 de Hatha Yoga Pradipika :verse 1.58–63, pages 19–21 suggèrent que les compulsions alimentaires ne doivent pas guider nos habitudes nutritionnelles ; au contraire, le meilleur régime alimentaire est celui qui est savoureux, nutritif et agréable, ainsi que suffisant pour répondre aux besoins de son corps. Il recommande de « ne manger que lorsqu'on a faim » et de « ne pas trop manger ni manger pour remplir complètement la capacité de son estomac ; laisser plutôt un quart de portion vide et remplir les trois quarts avec de la nourriture de qualité et de l'eau fraîche ». Le Hathayoga Pradipika suggère que le régime « mitahara » d'un yogi évite les aliments contenant des quantités excessives d'acide, de sel, d'amertume, d'huile, de brûlure d'épices, de légumes non mûrs, d'aliments fermentés ou d'alcool. La pratique de Mitahara, dans le Hathayoga Pradipika, consiste à éviter les aliments rassis, impurs et tamasiques, et à consommer des quantités modérées d'aliments frais, vitaux et sattviques.

## Aliments sattviques

### Noix, graines et huiles
Les noix et les graines fraîches qui n'ont pas été trop grillées et salées sont de bons ajouts au régime sattvique en petites portions. Les choix incluent les amandes (en particulier lorsqu'elles sont trempées dans l'eau pendant la nuit puis pelées), les graines de chanvre, les noix de coco, les pignons de pin, les noix, les graines de sésame (til), les graines de citrouille et les graines de lin. L'huile de palme rouge est considérée comme hautement sattvique. Les huiles doivent être de bonne qualité et pressées à froid. Certaines alternatives sont l'huile d'olive, l'huile de sésame et l'huile de lin. La plupart des huiles ne doivent être consommées qu'à l'état brut.

### Fruits
Les fruits constituent une part importante du régime sattvique et tous les fruits sont sattviques. Ils ont une grande importance car ils contiennent tous les nutriments et minéraux nécessaires, ils contiennent également du sucre naturel et sain.

### Produits laitiers
Le lait doit provenir d'un animal qui a un environnement extérieur spacieux, une abondance de pâturages pour se nourrir, de l'eau à boire, qui est traité avec amour et soin et qui n'est pas gestante. Le lait ne peut être collecté qu'une fois que le veau de la mère a eu sa part. Les produits laitiers comme le yaourt et le fromage (paneer) doivent être frais du jour, et fabriqués à partir du lait collecté le jour-même. Le beurre doit également être frais du jour et cru ; mais le ghee (beurre clarifié) peut être vieilli indéfiniment et est idéal pour la cuisine. Concernant les produits laitiers, la fraîcheur est essentielle. Le lait doit être fraîchement trait d'une vache. Le lait qui n'est pas consommé frais peut être réfrigéré pendant un à deux jours à l'état brut, mais doit être porté à ébullition avant d'être consommé puis bu encore chaud/tiède.

### Légumes
La plupart des légumes doux sont considérés comme sattviques. Les légumes piquants comme les piments forts (rajasiques), le poireau, l'ail et l'oignon (qui sont tamasiques) sont exclus, les champignons, comme toutes les moisissures) sont également considérés comme tamasiques. Certains considèrent les tomates, les poivrons et les aubergines comme sattviques, mais la plupart considèrent la famille Allium (ail, oignon, poireaux, échalotes), ainsi que les champignons (levures, moisissures et champignons) comme non sattviques. Les patates douces et le riz sont considérés comme hautement sattviques. La classification selon laquelle quelque chose est sattvique ou non est définie en grande partie par les différentes écoles de pensée, et – même alors – individuellement, en fonction de la compréhension et des besoins des praticiens. Parfois, la nature donnée de certains aliments peut être neutralisée par une préparation soignée. Une pratique consiste à boire des jus de légumes fraîchement préparés pour leur prana, leurs enzymes vivantes et leur absorption facile.

### Grains entiers
Les grains entiers fournissent de la nourriture. Cette catégorie inclut le riz bio, le blé entier, l'épeautre, la farine d'avoine et l'orge. Parfois, les grains sont légèrement torréfiés avant la cuisson pour éliminer une partie de leur qualité lourde. Les pains à la levure ne sont pas recommandés, à moins qu'ils ne soient grillés. Le blé et d'autres céréales peuvent également être germés avant la cuisson. Certaines préparations sont le khichdi (riz basmati brun ou blanc cuit avec des haricots mungo entiers ou cassés, du ghee et des épices douces), le kheer (riz cuit avec du lait et sucré), le chapatis (pain plat de blé entier sans levain), le porridge (parfois très liquide et cuit avec des herbes) et du pain (pain aux grains germés). Parfois, les yogis jeûnent à partir de céréales lors de pratiques spéciales.

### Légumineuses
Les haricots mungo, les lentilles, les pois cassés jaunes, les pois chiches, les haricots aduki, les haricots communs et les germes de soja sont considérés comme sattviques s'ils sont bien préparés. En général, plus le grain est petit, plus il est facile à digérer. Les préparations comprennent le fendage, le pelage, le broyage, le trempage, la germination, la cuisson et l'épice. Les légumineuses combinées aux grains entiers peuvent offrir une source complète de protéines. Certains yogis considèrent le haricot mungo comme la seule légumineuse sattvique. La nourriture de convalescence dans le régime ayurvédique comprend les soupes de yusha à base de lentilles.

### Édulcorants
La plupart des yogis utilisent du miel brut (souvent en combinaison avec des produits laitiers), du jaggery ou du sucre brut (non raffiné). Le jaggery de palme et le sucre de cocotier sont des alternatives. D'autres utilisent des édulcorants alternatifs, comme la stévia ou la feuille de stévia. Dans certaines traditions, le sucre et/ou le miel sont exclus de l'alimentation, ainsi que tous les autres édulcorants.

### Épices
Les épices sattviques sont des herbes/feuilles, dont le basilic et la coriandre.
Toutes les autres épices sont considérées comme rajasiques ou tamasiques. Cependant, au fil du temps, certaines sectes hindoues ont tenté de classer certaines épices comme sattvique.
Les épices de la nouvelle liste sattvique peuvent inclure la cardamome (yealakaai en tamoul, Elaichi en hindi), la cannelle (Ilavangapattai en tamoul, Dalchini en hindi), le cumin (seeragam en tamoul, Jeera en hindi), le fenouil (soambu en tamoul, Saunf en hindi), le fenugrec (venthaiyam en tamoul, Methi en hindi), le poivre noir (Piper nigrum) également connu sous le nom de « Kali mirch » en hindi, le gingembre frais (ingi en tamoul, Adrak en hindi) et le curcuma (Manjai en tamoul, Haldi en hindi ). Les épices rajasiques comme le poivron rouge (kudaimilagai en tamoul, « Shimla mirch » en hindi) sont normalement exclues, mais sont parfois utilisées en petites quantités, à la fois pour dégager les canaux bloqués par le mucus et pour contrer les tamas. Le sel est bon avec une stricte modération, mais uniquement les sels non raffinés, comme le sel de l'Himalaya ou le sel de mer non blanchi, et non le sel iodé.

### Herbes sattviques
D'autres herbes sont utilisées pour soutenir directement le sattva dans l'esprit et dans la méditation. Elles incluent l'ashwagandha, le bacopa, le calamus, le gotu kola, le ginkgo, le jatamansi, le purnarnava, le shatavari, le safran, le shankhapushpi, le tulsi et la rose.

## Aliments rajasiques (stimulants)
Les aliments stimulants, aussi appelés aliments mutatifs, aliments mutables ou aliments rajasiques, sont des aliments qui provoquent souvent une agitation mentale. Ils ne sont pas complètement bénéfiques, ni nocifs, pour le corps ou l'esprit. Les aliments qui ne peuvent être classés comme étant sensibles ou statiques sont classés dans ce groupe d'aliments.
Certains pensent que ces aliments provoquent des pensées agressives et dominatrices, en particulier envers les autres[réf. nécessaire].
Les aliments stimulants dynamisent et développent le chakra et le corps du manipura (nombril), mais ne favorisent pas l'avancement des chakras supérieurs.
Cette catégorie d'aliments comprend : les boissons contenant de la caféine telles que le café, le thé, les boissons au cola, les boissons énergisantes, le chocolat brun ou noir, le ginkgo biloba, les aliments épicés, les œufs non fécondés, les aliments piquants, très salés, amers ou dont le goût n'est pas équilibré.

## Aliments tamasiques (sédatifs)
Les aliments sédatifs, aussi appelés aliments statiques, ou aliments tamasiques, sont des aliments dont la consommation, selon le Yoga, est nocive à la fois pour l'esprit et pour le corps. L'atteinte à l'esprit comprend tout ce qui conduira à un état de conscience plus terne et moins raffiné. Les lésions corporelles comprennent tous les aliments qui causeront un stress préjudiciable à tout organe physique, directement ou indirectement (via tout déséquilibre physique)[réf. nécessaire].
Ils sont cependant parfois nécessaires en période de stress physique intense et de douleur. Ils aident à atténuer la douleur et à réduire la conscience, permettant au corps de se réparer. Ces aliments tamasiques peuvent être jugés nécessaires en temps de guerre ou de grande détresse.
Les aliments tamasiques stimulent et renforcent les deux chakras inférieurs, mais n'aideront pas au développement bénéfique des chakras supérieurs. En fait, ils sont généralement préjudiciables à l'avancement des chakras supérieurs.
Cette catégorie d'aliments comprend : la viande, le poisson, les œufs fécondés, l'oignon, l'ail, l'échalote, le poireau, la ciboulette, les champignons, les boissons alcoolisées, le durian (fruit), le fromage bleu, l'opium et les aliments rassis. La nourriture qui est restée plus de trois heures (c'est-à-dire un yām) est, selon le chapitre 17 de la Bhagavad Gita, en mode tamasique.

## Aliments incompatibles[De quoi?]
Les aliments incompatibles (viruddha) sont considérés comme une cause de nombreuses maladies. Dans le Charaka Samhita, une liste de combinaisons alimentaires considérées comme incompatibles dans le système sattvique est donnée. PV Sharma déclare que de telles incompatibilités peuvent ne pas avoir d'influence sur une personne qui est forte, fait suffisamment d'exercice et a un bon système digestif.
Voici des exemples de combinaisons considérées comme incompatibles :
- sel ou tout ce qui contient du sel avec du lait (produit des maladies de la peau)[réf. à confirmer] ;
- fruits avec des produits laitiers[réf. à confirmer] ;
- poisson avec des produits laitiers (produit des toxines)[19],[20] ;
- viande avec produits laitiers[20] ;
- nourriture aigre[20] ou fruit aigre[19] avec des produits laitiers ;
- légumes-feuilles avec produits laitiers[20] ;
- pudding au lait ou pudding sucré avec du riz[20] ;
- huile de moutarde et curcuma (curcuma)[20].